# Sektor 4 (Bukareszt)
Sektor 4 – jednostka administracyjna, jeden z sektorów (sectoare) Bukaresztu. 
W jego skład wchodzi wschodni fragment centrum miasta oraz 5 dzielnic (cartiere) – Giurgiului, Berceni, Olteniței, Tineretului, Văcărești.

## Polityka
Merem sektora jest Cristian Popescu Piedone z Partii Konserwatywnej. W 27-miejscowej radzie zasiadają członkowie 4 partii politycznych (dane z 2008): Partii Demokratycznej (10 radnych), Partii Socjaldemokratycznej (8), Partii Konserwatywnej (5) oraz Partii Narodowo-Liberalnej (4).